# Xã Chatham, Quận Medina, Ohio
Xã Chatham (tiếng Anh: Chatham Township) là một xã thuộc quận Medina, tiểu bang Ohio, Hoa Kỳ. Năm 2010, dân số của xã này là 2.265 người.